# Ru de Raboireau
Le ru de Raboireau  est un cours d'eau français qui coule dans le département de Seine-et-Marne, en région Île-de-France. C'est un affluent du Grand Morin, donc un sous-affluent de la Marne.

## Géographie
De  de12,5 kilomètres longueur, le Ru de Raboireau nait dans la commune de Bellotet, se jette dans le Grand Morin à Chauffry.

### Autres toponymes
- ru des Étangs

### Communes traversées
Le ru de Raboireau traverse cinq communes, soit d'amont vers l'aval : Bellot, Saint-Léger, Rebais, Saint-Denis-lès-Rebais et Chauffry, toutes situées dans le département de Seine-et-Marne.

### Bassin versant
Son bassin versant correspond à une zone hydrographique traversée « Le Grand Morin du confluent du ru de Drouilly (exclu) au confluent du ru de l'Or (F653) » qui s'étend sur 620 km2. Il est constitué à 79,15 % de « territoires agricoles », 17,98 % de « forêts et milieux semi-naturels », 2,91 % de « territoires artificialisés ».

## Affluents
Selon le SANDRE, le Ru de Raboireau a deux affluents référencés :
- le Fossé 01 de l'Ancien Bois des Versseaux[4].1,5 km sur les communes de Saint-Léger et Rebais  ;
- le Cours d'Eau 01 du Crémadot[5].1,3 km sur la commune de Rebais .